# پوهورسکا وس
پوهورسکا وس (به چکی: Pohorská Ves) یک منطقهٔ مسکونی در جمهوری چک است که در ناحیه تشسکی کروملوو واقع شده‌است. پوهورسکا وس ۸۱٫۲۶ کیلومتر مربع مساحت و ۲۹۲ نفر جمعیت دارد و ۷۶۰ متر بالاتر از سطح دریا واقع شده‌است.